# 大久保ヒロミ
大久保 ヒロミ（おおくぼ ひろみ、1974年4月14日 - ）は、日本の漫画家。岡山県出身、現在は大阪府在住。既婚。二児の母。

## 来歴
- 1995年 - 大学在学中に『別冊フレンドDX Juliet』(講談社)において、「努力の人」でデビュー。
- 2003年 - 「KIG－彼氏いないガールズ－」(講談社「Kiss」)連載開始。初の連載となる（同年8号から13号まで）。
- 2005年 - 「あかちゃんのドレイ。」(講談社「Kiss」)連載開始、人気作となる（2010年5号まで）。
- 2014年 - 「人は見た目が100パーセント」(講談社「BE・LOVE」)連載開始。(同年第1号から2015年第23号まで)。
- 2017年 - 「人は見た目が100パーセント」テレビドラマ化(フジテレビ系4月期)。ドラマ化記念に『BE・LOVE』にて同年7号から同年12号まで短期集中連載。単行本は全5巻。
- 2017年 - 「節約ロック」(講談社「モーニング」)を連載開始。
- 2019年 - 「節約ロック」テレビドラマ化(日本テレビ「シンドラ」枠にて1月21日から3月25日まで)。
- 2020年 - 「すみれ先生は料理したくない」(ぶんか社)連載開始。人気作となる。

## 単行本リスト
- キューティーバディ
- KIG－彼氏いないガールズ－
- あかちゃんのドレイ。
- 一丁目の心友たち
- エア彼
- 人は見た目が100パーセント
- 節約ロック
- すみれ先生は料理したくない(ぶんか社)
- 教えて 艶姫神さま 〜お江戸でアレのお悩み解決いたします〜
- ブラパト！～ブランドパトロール本日も異常なし～(原作かっぴー)(秋田書店)

## メディアなどへの出演
- 2009年 山田ありす氏との「占い対談」出演
- 2009年「あさイチ」VTR出演
- その他トークイベント、ファッション誌等に数回出演経験がある。

## その他
チャリティ活動にも取り組んでおり、執筆活動の傍ら東日本大震災の被災者を支援する為に他の漫画家と共同で東日本大震災チャリティ同人誌「pray for Japan」で執筆する。